# Jailly-les-Moulins
 Jailly-les-Moulins  là một xã ở tỉnh Côte-d’Or trong vùng Bourgogne, phía đông nước Pháp. Xã Jailly-les-Moulins nằm ở khu vực có độ cao trung bình 310 mét trên mực nước biển.